# フィンランド料理

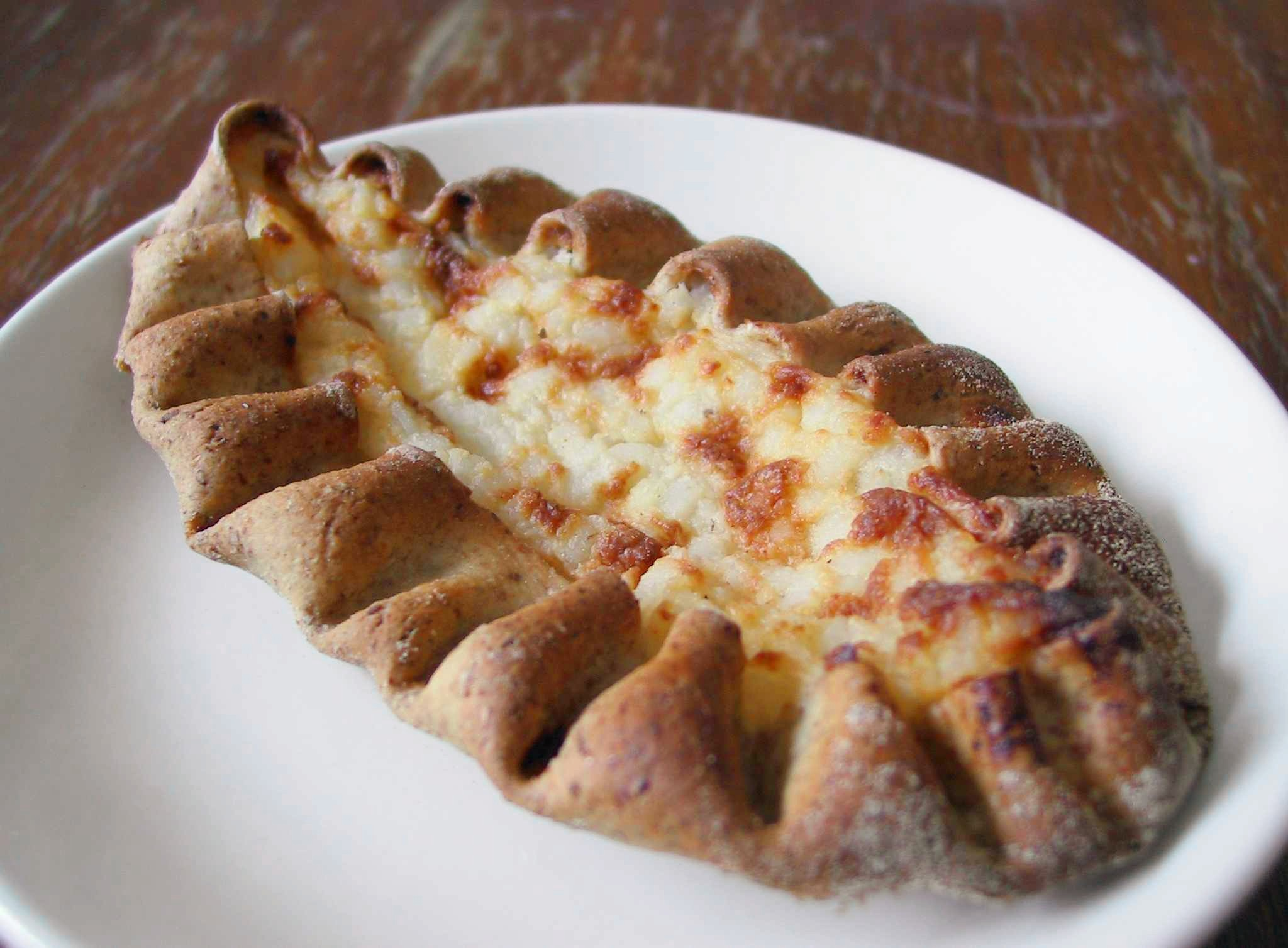
典型的なフィンランド料理であるカレリアンピーラッカ

フィンランド料理（フィンランドりょうり）はライ麦や大麦、オート麦など全粒穀物のほか、ブルーベリーやコケモモ、ホロムイイチゴ及びシーバックソーンといったベリーを用いることで知られる。
また、牛乳・乳製品（バターミルクなど）も食品や飲料はもとより用途は幅広い。伝統的な料理ではカブが重宝されてきたが、18世紀以後はジャガイモを用いることが多い。なお現代のフィンランド料理は、上述の料理に高級フランス料理を組み合わせたものが主流であり、一般の家庭料理も西欧化が進んでいる。
地域別に見ると、フィンランド東部では伝統的に魚や肉をふんだんに使った料理が多い一方で、西部では野菜やマッシュルームを古くから利用しており、とりわけ後者については第二次世界大戦中にカレリアからの難民によりもたらされた。

## 代表的な料理

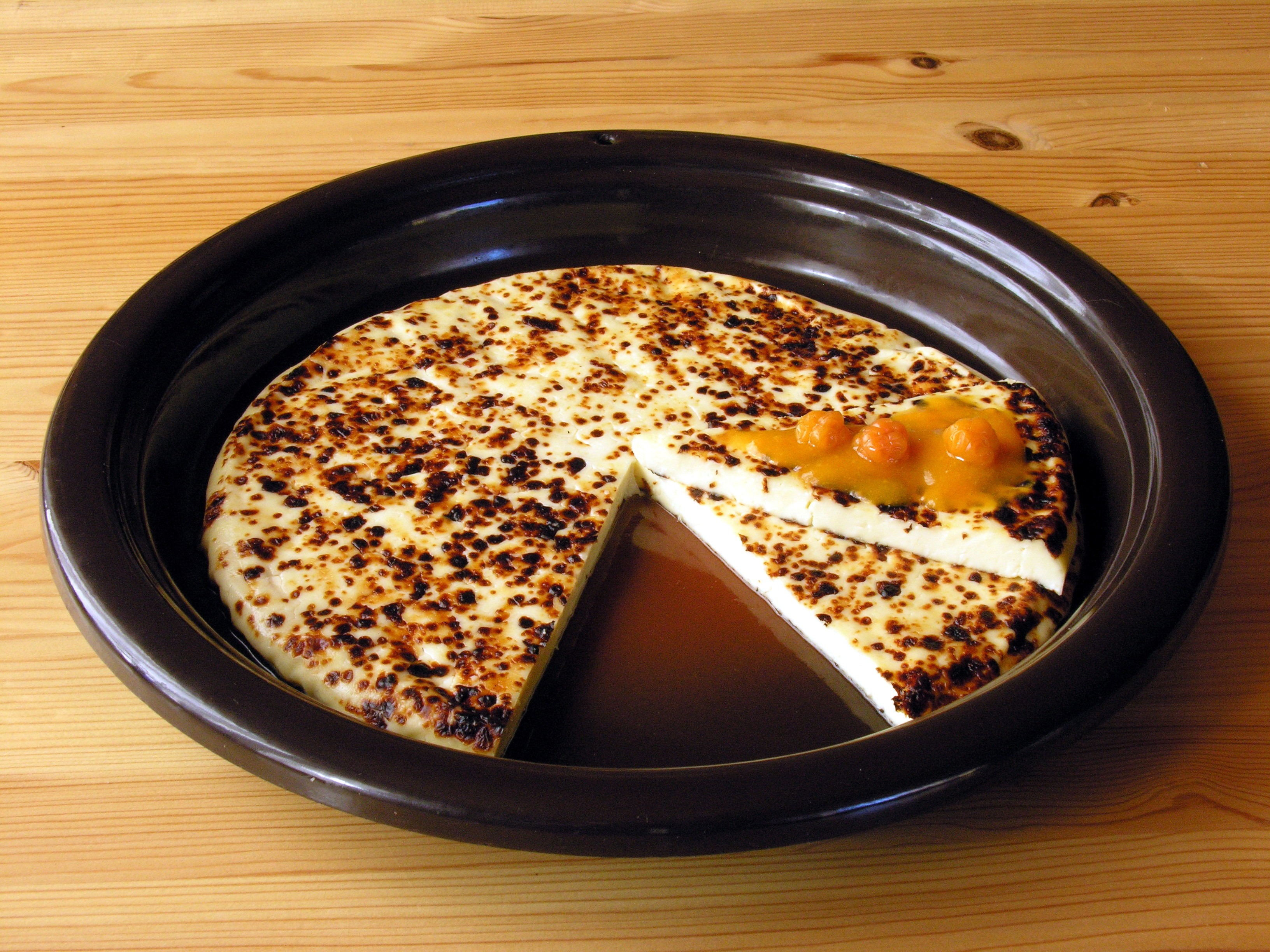
ホロムイイチゴジャムのかかったレイパユースト

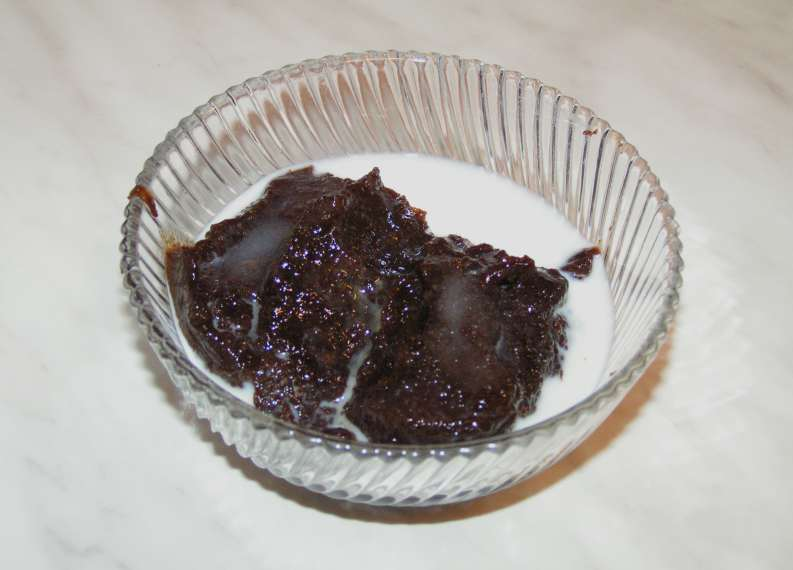
マンミ

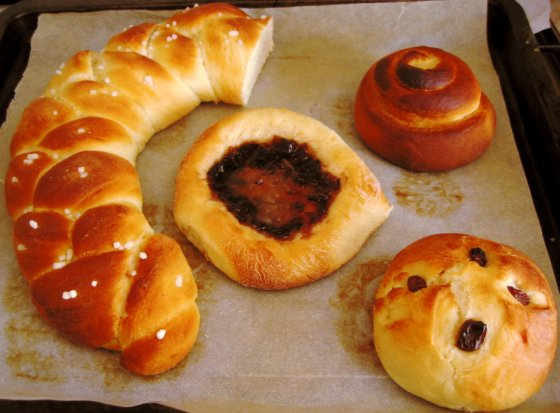
プッラ

伝統的なフィンランド料理は、隣接するスウェーデンやドイツ、ロシアの影響を大いに受けているものの、差異が若干存在する。例えばスウェーデン料理よりも甘くなく、ロシアと比べて料理にサワークリーム（スメタナ）を用いることがほとんど無い。

### 伝統料理
- ロヒケイット(lohikeitto) - サーモンスープ
- カーリカーリュレート(kaalikääryleet) - ロールキャベツ
- カラクッコ(Kalakukko) - 小魚と肉をライ麦の生地で包んで焼いた料理
- ヘルネケイット（Hernekeitto） - エンドウ豆のスープ
- レイパユースト（Leipäjuusto、juustoleipäとも） - 雌牛のチーズ
- ヴィーリ（Viili） - ヨーグルト様発酵乳製品
- マッシュポテト
- リハプッラ（Lihapullat） - ミートボール
- ニシンの塩漬け（ジャガイモを添えることが多い）
- 冷燻製品

この他にも、イースターのマンミやクリスマスのヨウルポユタ（クリスマスメニュー）に含まれる人参キャセロールのポルッカナラーティッコ、じゃがいもキャセロールのペルナラーティッコ、ルタバガキャセロールのランットゥラーティッコなど、祝祭日用の特別料理がある。

### パン
- マイトリエスカ（Maitorieska） - 扁平なミルク入りパン
- ルイスレイパ（Ruisleipä） - ライ麦パン
- リエスカ（Rieska） - 大麦パン
- カレリアンピーラッカ（karjalanpiirakka） - パイ料理の一種。スプレッドとしてムナボイが塗られることもある。

### 飲料
- ピーマ（Piimä） - 発酵乳飲料

#### 酒類
- ラッカ（Lakka） - ホロムイイチゴ酒
- グロギ（Grogi） - グロッグ、グリューワイン
- マルスキンリューッピュ（Marskin ryyppy）
- ヤロヴィーナ（Jaloviina） - カットブランデー
- キルユ（Kilju）
- コスケンコルヴァ（Koskenkorva） - ウォッカ様スピリット
  - サルミアッキコッス（Salmiakkikossu） - コスケンコルヴァとサルミアッキのカクテル。RTDとしても市販されている。
- シマ（Sima） - 蜂蜜酒
- サハティ（Sahti） - 伝統的なビール

### デザート
- プッラ（Pulla） - コーヒーとともに供されるカルダモン風味の甘いパン
  - コルヴァプースティ (Korvapuusti) - シナモンロール
- マンミ（Mämmi） - イースターで出されるライ麦粉とライ麦麦芽粉を練って焼いたプディング

### 菓子
- サルミアッキ - 塩化アンモニウム風味のキャンディ
- リコリス菓子

## フィンランド料理の評判
フィンランド料理は、イギリス料理と並び評判はあまり良いとは言えない。例として、2005年フランス大統領ジャック・シラクは、フィンランド料理について「欧州で最悪の料理の1つで、英国料理よりはわずかにおいしいだけ」と酷評したと報じられた。また、イタリアの首相シルヴィオ・ベルルスコーニも、フィンランドのスモークトナカイを「パルマ産のハムのほうが比べ物にならないほど美味い」などと語っている。こうしたイメージの悪さは、かつては過酷な風土ゆえ新鮮な果物や野菜が中々手に入りにくく、根菜や黒ライ麦パン、発酵乳製品などに拠らざるを得ず、またフィンランド料理の薄味が外国人にはなじめないこと、さらに古くから塩以外の香辛料も入手が困難であったことなどが原因として挙げられる。
農業や輸送技術の発達を見た現代においてもその状況は揺るがなかったが、転機となったのは1995年の欧州連合加盟である。貿易障壁が取り払われるに伴い、穀物や肉、牛乳などの物価が50%近く下落したほか、スーパーやレストランにも世界中の食材が並ぶようになった。今やフィンランド料理は欧州大陸の最新鋭の調理技術を駆使しながら、日々研鑽を重ね、2003年にはヘルシンキ市内のレストランがミシュランガイドにて2つ星を得る程にまで成長した。